# فرخ‌شهر
فرخ‌شهر، مرکز شهرستان فرخ‌شهر در استان چهارمحال و بختیاری است.
نام قدیم این شهر قهفرخ بوده‌است که در سال ۱۳۴۹ به درخواست اهالی و خواست شهردار شهر آقای حکیمی به فرخشهر تغییر نام داد، گروهی بر این عقیده‌اند که قهفرخ برگرفته از گردنه‌ای به نام رخ در حوالی این شهر است به عبارتی قهفرخ معرب کهفرخ هست که کهفرخ نیز مخفف کوه رخ می‌باشد.در زمان صفویان مرکز حکومتی و دولتی منطقه در« قهفرخ» - فرخ شهر- قرار داشت. از این دوره آثار و بناهای بسیاری بر جای مانده است برای مثال در دامنه شمالی گردنه رخ، کتیبه سنگی رخ قرار دارد که در زمان شاه عباس دوم صفوی و به سال ۱۰۶۲ ه‍.ق در مسیر راه باستانی اصفهان – خوزستان که از این مکان می‌گذشت، حک شده‌است. از جمله مراکز تفریحی این شهر می‌توان به پارک بزرگ سرچشمه (استخر) اشاره کرد که چشمهٔ (دیریژنو) در آن جاری است. دیگر مکان‌های تفریحی عبارتند از: قنات (بِرُوی)، تفریحگاه بابازکی، چشمه رباط، چشمه های کت. پولکی و نبات، انگور، نان، نان شیرمال خاص به نام کاکولی ،لبنیات و گوشت و قالی و قالیچه‌های فرخ‌شهر مشهورند.  پیشه ی بسیاری از مردم این شهر کامیون داری و رانندگی بر روی ماشین های سنگین می باشد و لذا فرخ شهر به "پایتخت کامیون داران ایران" مشهور است.

## تاریخچه
در کتاب فرهنگ جغرافیایی ایران دربارهٔ فرخ‌شهر، قهفرخ سابق چنین نوشته‌است:قهفرخ قصبه‌ای از دهستان لار بخش حومه شهرستان شهرکرد است. در ۱۲ کیلومتری جنوب خاوری شهر کرد، متصل به‌راه اصفهان به شهرکرد. کوهستانی و سردسیر. دارای ۹۳۲۵ سکنه. شیعه مذهب. زبان مردم فارسی و لری. دارای آب از قنات. محصولات غلات، کشمش، انواع میوه‌جات و مزارع، انگور آن معروف است. شغل مردم زراعت و گله‌داری، شغل زنان صنایع دستی، قالیچه و قالی‌بافی که از لحاظ مرغوبی و ثبات رنگ معروف است. دارای راه ماشین‌رو، دبستان، پست و تلگراف و در حدود ۱۵۰ باب دکان. یک قلعه قدیمی و بیش از ده مزرعه دارد. قهفرخ زادگاه ثریا پهلوی ملکه سابق ایران و مرکز ییلاقی خان‌ها بختیاری است.

## جمعیت‌شناسی

### جمعیت
بر پایه سرشماری عمومی نفوس و مسکن در سال ۱۳۹۵، جمعیت شهر فرخ‌شهر برابر با ۳۱٬۷۳۹ نفر (۹٬۲۹۲ خانوار) بوده‌است.

## مشاهیر و نام‌آوران
- بهزاد رضوی :استاد دانشگاه یو سی ال ای آمریکا
- محمود شفیعی قهفرخی :ادب پژوه و استاد زبان و ادبیات فارسی
- ثریا اسفندیاری: ملکه اسبق ایران که پدر وی از زمین داران و خان‌ها فرخ شهر بود.
- سیاوش شمس: خواننده پاپ ایرانی
- میرزا محمد قهفرخی: متخلص به آصف از شعرای بنام فرخشهر (۱۳۳۹ – ۱۲۷۳ هجری قمری)[نیازمند منبع]
- احمد خرم: وزیر اسبق راه و ترابری
- نصرالله ترابی: نماینده ادوار مجلس
- سعید مدنی: پژوهشگر، نویسنده و فعال سیاسی
- علیرضا دهقان: قهرمان مسابقات جهانی وزنه‌برداری جوانان جهان ۲۰۱۳
- آرش قادری: فیلمنامه‌نویس، نویسنده و کارگردان
- دکتر محمد شهریاری استاد دانشگاه و معاون دادستان تهران و سرپرست دادسرای جنایی تهران
- كبري موسوي قهفرخي شاعر و نویسنده .

## موقعیت جغرافیایی
موقعیت جغرافیائی فرخ‌شهر در شمال شرقی استان چهار محال وبختیاری در قسمت شرقی رشته کوه‌های زاگرس و در ارتفاع ۲۰۴۰ متری از سطح دریا واقع شده‌است. این شهر در  ۸۰ کیلومتری شهر اصفهان قرار دارد.
فرخ‌شهر در طول جغرافیایی ۵۰ درجه و ۵۸ دقیقه شرقی و عرض جغرافیایی ۳۲ درجه و ۱۷ دقیقه شمالی قرار دارد. از شمال به کوه‌های «برات» و «پنجه»، از جنوب به تپه ماهورهای خیرآباد، از غرب به اراضی کشاورزی شهرکیان و از شرق به کوه‌های «برآفتاب حاجی»، «رخ» و «سه چاه» محدود می‌شود. مساحت منطقه فرخ‌شهر حدود ۳۰۰ کیلومتر مربع است. ناهمواری‌ها، این شهر را از سه طرف احاطه کردند و جهت رشته کوه‌های آن بیشتر شمالی - جنوبی است. بلندترین ارتفاعات اطراف فرخ‌شهر کوه چفت با بیش از ۳۱۰۰ متر ارتفاع، در جنوب و دشت غازدانی و گلستان پست‌ترین نقطه فرخ‌شهر که در غرب آن واقع شده‌است.